# Alle reden übers Wetter
Pour plus de détails, voir Fiche technique et Distribution.
Alle reden übers Wetter  est un film dramatique allemand écrit et réalisé par Annika Pinske et sorti en 2022.
Il est présenté à la Berlinale 2022.

## Fiche technique
Sauf indication contraire, les informations mentionnées dans cette section peuvent être confirmées par la base de données cinématographiques IMDb,  présente dans la section « Liens externes ».
- Titre original : Alle reden übers Wetter
- Réalisation : Annika Pinske
- Scénario : Johannes Flachmeyer, Annika Pinske
- Photographie : Ben Bernhard
- Montage : Claudia Trost, Matthias Writze, Laura Lauzemis[réf. nécessaire]
- Musique :
- Costumes : Svenja Gassen
- Pays d'origine : Allemagne
- Langue originale : allemand
- Format : couleur
- Genre : dramatique
- Durée :
- Dates de sortie :
  - Allemagne : 12 février 2022 (Berlinale 2022)
  - Allemagne : 15 septembre 2022

## Distribution
- Anne Schäfer : Clara
- Judith Hofmann : Margot
- Marcel Kohler : Max
- Anne-Kathrin Gummich : Inge
- Max Riemelt : Marcel
- Emma Frieda Brüggler : Emma
- Sandra Hüller : Hanna
- Alireza Bayram : Faraz
- Christine Schorn : Charlotte
- Hermann Beyer : Hans
- Ronald Zehrfeld : Roland

## Production

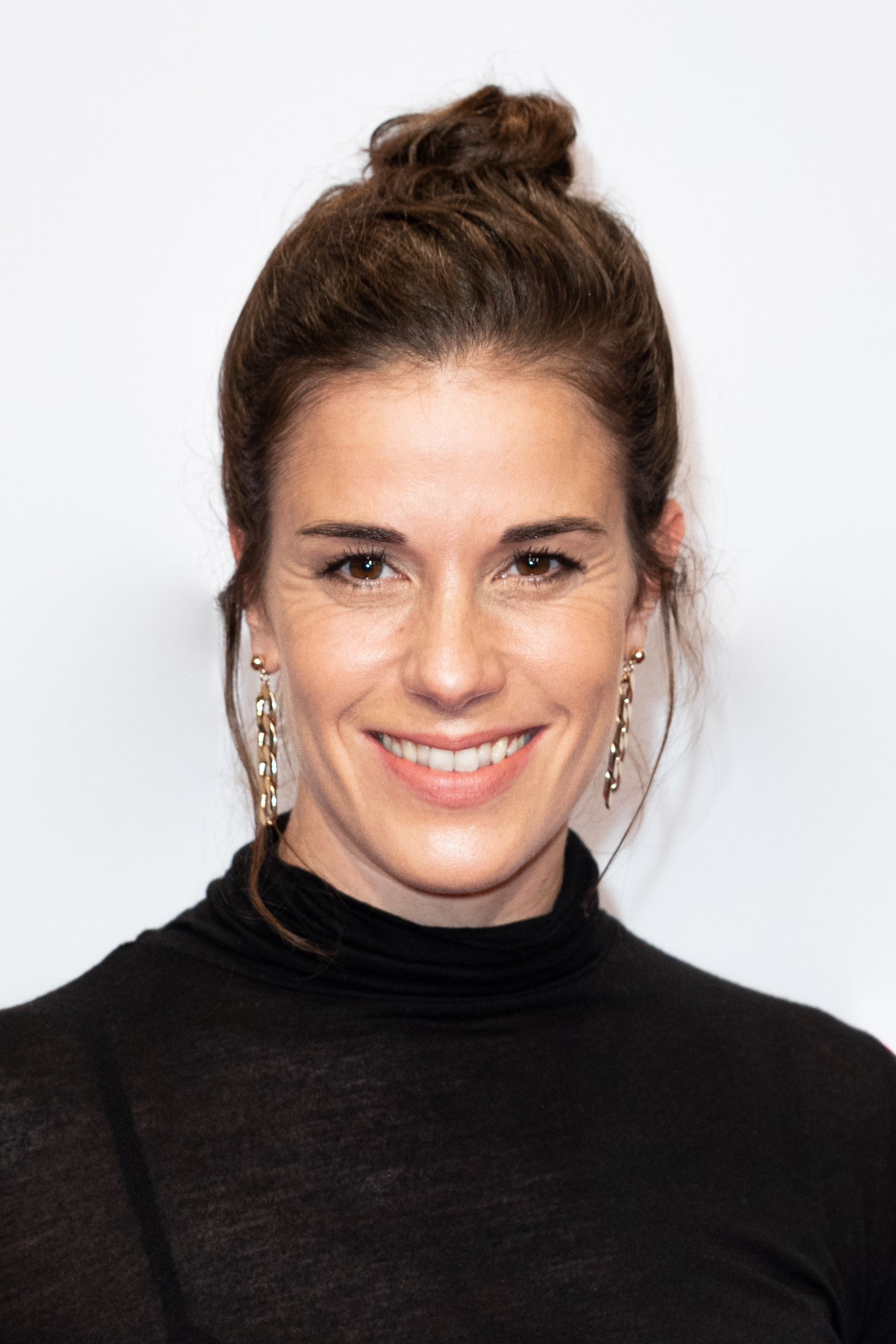
Anne Schäfer joue le rôle principal Clara.

La réalisatrice est Annika Pinske, qui a également écrit le scénario. Après plusieurs courts métrages, c'est son premier long métrage.
Anne Schäfer incarne Clara dans le rôle principal, Judith Hofmann, sa mère le docteur Margot, et Marcel Kohler l'étudiant Max, avec qui elle a une liaison. La jeune actrice Emma Frieda Brüggler incarne sa fille Emma. Anne-Kathrin Gummich dans le rôle d'Inge, Max Riemelt dans celui de Marcel et Sandra Hüller dans celui d'Hanna. Pinske a travaillé comme assistant réalisateur pour le film Toni Erdmann.
Les premières projections sont prévues en février 2022 au Festival de Berlin, où il sera projeté dans la section Panorama.